# Portia Woodman
Portia Woodman (12 de julho de 1991) é uma ruguebolista de sevens neozelandesa, medalhista olímpica. Ela é de origem maori.

## Carreira
Woodman integrou o elenco da Seleção Neozelandesa Feminina de Rugby Sevens medalha de prata nos Jogos Olímpicos Rio 2016. Ela foi a artilheira olímpica com 10 tries e 50 pontos.